# Mercedes Doretti
Mercedes Celina Doretti (Buenos Aires, 1959) es una antropóloga forense argentina, parte del grupo que fundó el Equipo Argentino de Antropología Forense (EAAF) en 1984.

## Biografía
Nació en Buenos Aires en 1959, hija de una periodista radiofónica, Magdalena Ruiz Guiñazú. Obtuvo un grado en Ciencias Antropológicas en 1987 por la Universidad de Buenos Aires y, posteriormente, fue parte en la constitución del Equipo Argentino de Antropología Forense.
Ha trabajado en las Filipinas, Chile, Venezuela, Guatemala, El Salvador, Irak, Brasil, Croacia, Etiopía, Haití, Panamá, Polinesia francesa, Sudáfrica, Etiopía, República Democrática del Congo, Bosnia-Herzegovina, Timor Oriental, Zimbabue, Costa de Marfil, Indonesia y México.
Ha sido profesora en las universidades de California, Berkeley, Harvard, Instituto Tecnológico de Massachusetts, Universidad de Columbia, Universidad Estatal de Nueva York en Purchase, New School for Social Research, Rutgers University. Ha colaborado con Amnistía Internacional, Centro Carter y el Congreso Arqueológico Mundial.
Fue cofundadora de la Asociación Latinoamericana de Antropología Forense (ALAF) y su presidenta en el período 2003 a 2005.
Human Rights Watch, Amnistía Internacional y Naciones Unidas regularmente utilizan sus investigaciones en informes sobre derechos humanos. Tiene base en la Ciudad de Nueva York.

## Premios y reconocimientos
Algunos de ellos son:
- 1989 - Premio Reebok de Derechos Humanos, Fundación Reebok (Boston).[13]
- 1990 - Premio Human Rights Watch Monitor, otorgado por Human Rights Watch.[11]
- 1999 - Premio Human Rights Watch Monitor, otorgado por Human Rights Watch.[11]
- 2007 - MacArthur Programa de Socios (beca para el período 2007-2012).[13]
- 2014 - Doctorado honoris causa en Antropología por parte de la Universidad de Buenos Aires.[14][1]
- 2016 - Doctorado honoris causa por parte de la Universidad The New School (Nueva York).[13]
- 2016 - 100 mujeres destacadas (BBC).[15]

## Trabajos
- Mercedes Doretti, Jennifer Burrell (2007). Mercedes Doretti, Jennifer Burrell (2007). «Gray Spaces and Endless Negotiations». Anthropology put to work. Berg Publishers. ISBN 978-1-84520-601-7. Mercedes Doretti, Jennifer Burrell (2007). «Gray Spaces and Endless Negotiations». Anthropology put to work. Berg Publishers. ISBN 978-1-84520-601-7.
- Bradley J. Adams, John E. Byrd, eds. (2008). «Commingled Remains and Human Rights Investigations». Recovery, Analysis, and Identification of Commingled Human Remains. Springer. 2008. ISBN 978-1-58829-769-3. «Commingled Remains and Human Rights Investigations». Recovery, Analysis, and Identification of Commingled Human Remains. Springer. 2008. ISBN 978-1-58829-769-3.

### Película
- Siguiendo a Antigona: Antropología e Investigaciones en Derechos humanos (EAAF producción de Testigo 2002). Coproductora.[16]

## Algunas publicaciones
- 2010. Forensic Anthropologists: Kathy Reichs, Mercedes Doretti, Clyde Snow, William M. Bass, Michael Finnegan, Fredy Peccerelli, William R. Maples. Publicó General Books LLC, 36 p. ISBN 1156835933, ISBN 9781156835937